# Toma Alimoș

Grupul statuar „Toma Alimoș”
sculptor: Mara Bâscă
Parcul Herăstrău, București
Cele două personaje (boierul Toma și hoțomanul Manea) se confruntă fără să se atingă, dramatismul scenei rezultând din atitudinea încordată a personajelor.

Toma Alimoș este un personaj mitologic din istoria românilor, personaj central în „Balada lui Toma Alimoș”, culeasă de Vasile Alecsandri și publicată în 1850 în revista Bucovina, considerată a fi unul dintre cele mai vechi cântece haiducești.

## Originea personajului
Personaj principal al baladei cu același nume, aceasta a fost considerată a fi între cântecele epice, larg reprezentate (cântecul a fost cules de pe toată oekumena românească) și vechi, vechimea fiind certificată de faptul că prima variată cunoscută a fost notată de către D. Ardelean, în anul 1831.
În versiunea prezentată de Vasile Alecsandri (1850) Toma Alimoș este prezentat ca un „Boier din Țara de jos”, pe când conformaaltor versiuni ale baladei din celelalte zone ale țării, Toma Alimoș este considerat un „vestit haiduc”.

## Imaginea în baladă
Conform baladei populare, Toma Alimoș era înstărit, având „țăruș de argint”.
Singur pe câmp, el nu are cu cine să închine și se bucură când apare „Mane cel spătos” care îl păcălește și cu stânga ia plosca iar cu „dreapta se înarma”, reușind să îl spintece pe Toma ca răzbunare pentru „călcarea moșiilor”.
Curajos, Toma reușește să se ridice pe cal, îl ajunge pe Manea din urmă, apoi îl ucide. Știind că sfârșitul îi este aproape, îi spune murgului să îl ducă lângă ulmi să îl îngroape. (Alecsandri, Moldova, 1850)